# 真栄寺 (宮崎市)
真栄寺（しんえいじ）は、宮崎県宮崎市にある浄土真宗本願寺派の寺院。

## 歴史
1913年（大正2年）、真住栄の開基である。真住栄は江戸時代に南九州の諸藩（薩摩藩など）で禁教とされた浄土真宗信仰を公にしない隠れ念仏の出身者で、私財を投入して建物を建立、京都市にあった「玉照寺」を移転するという体裁で創建された。初代住職として釈道念が迎えられた。当初は「玉照寺」という名称であったが、開基の真住栄にちなみ「真栄寺」に改称された。
1927年（昭和2年）に火災に遭ったため、現在地に移転した。移転後の本堂は「仮本堂」とされたが、1975年（昭和50年）に本堂が建て直された。
1986年（昭和61年）、千葉県我孫子市に分院を設立した。我孫子の分院は1990年（平成2年）に「真栄寺」として独立した。

## 交通アクセス
- 宮崎神宮駅より徒歩14分。